# Condado de Marion (Tennessee)
El condado de Marion (en inglés: Marion County, Tennessee), fundado en 1817, es uno de los 95 condados del estado estadounidense de Tennessee. En el año 2000 tenía una población de 27.776 habitantes con una densidad poblacional de 22 personas por km². La sede del condado es Jasper.

## Geografía
Según la Oficina del Censo, el condado tiene un área total de 1327 km² (512,4 mi²), de la cual 1291 km² (498,5 mi²) es tierra y 36 km² (13,9 mi²) es agua.

### Condados adyacentes
- Condado de Grundy norte
- Condado de Sequatchie noreste
- Condado de Hamilton este
- Condado de Dade sureste
- Condado de Jackson suroeste
- Condado de Franklin oeste

## Demografía
En el 2000 la renta per cápita promedia del condado era de $31,419, y el ingreso promedio para una familia era de $36,351. El ingreso per cápita para el condado era de $16,419. En 2000 los hombres tenían un ingreso per cápita de $30,236 contra $21,778 para las mujeres. Alrededor del 14.10% de la población estaba bajo el umbral de pobreza nacional.

## Lugares

### Ciudades y pueblos
- Jasper
- Kimball
- Monteagle
- New Hope
- Orme
- Powells Crossroads
- South Pittsburg
- Whitwell

### Comunidades no incorporadas
- Haletown